# ダニエラ・スミス
ダニエラ・スミス（Daniella Smith、1972年7月30日 - ）は、ニュージーランド出身の元女子プロボクサーである。

## 来歴
2005年3月31日プロデビュー。
2006年5月6日、NZPBA女子ライトミドル級王座獲得。
2007年11月2日、世界王者レイラ・マッカーターとノンタイトルで対戦も全員フルマークで初の敗戦。
2008年12月13日、NZPBA女子ウェルター級王座を獲得し、国内2階級制覇達成。
2010年11月12日、ジェニファー・レッツケとIBF女子世界同級王座を争い、アウェーながら相手を圧倒し3-0判定勝利。IBF女子世界王者第1号となった。
2011年6月11日、ノニ・テンゲに4回TKOで敗れ王座陥落。

## 戦績
- 19戦 13勝 1KO 6敗

## 獲得タイトル
- NZPBA女子ライトミドル級
- NZPBA女子ウェルター級
- 初代IBF女子世界ウェルター級